# 臭化水素酸塩
臭化水素酸塩(Hydrobromide)は、臭化水素酸がアミン等の有機塩基と反応した結果生じる酸性塩である。塩酸塩と類似している。
エレトリプタン等、いくつかの薬品は、臭化水素酸塩の形で販売される。